# Marshall (Canada)
Marshall is een plaats (town) in de Canadese provincie Saskatchewan en telt 633 inwoners (2001).